# Lee Unkrich
Lee Unkrich, né Lee Edward Unkrich le 8 août 1967 à Cleveland, Ohio, est un réalisateur, monteur et scénariste américain connu pour avoir contribué au succès de nombreux films des studios Pixar. Réalisateur avec Adrian Molina sur Coco, réalisateur sur Toy Story 3, co-auteur de l’histoire sur ces deux films, il a gagné l’Oscar du meilleur film d’animation pour chacun d’eux.

## Biographie
Originaire du quartier de Chagrin Falls, Ohio, Lee Unkrich a passé la majeure partie de son enfance sur la scène de la Cleveland Playhouse comme jeune comédien. Plus tard, en 1990, il est diplômé de l'école de cinéma de l'Université de Californie du Sud et travaille ensuite plusieurs années pour la télévision comme réalisateur et monteur.
En 1994, il rejoint finalement les studios Pixar pour travailler sur le montage de Toy Story.
Lee Unkrich conservera son poste de monteur, mais évoluera très rapidement dans la réalisation et la création d'histoires.
Il devient co-réalisateur avec Ash Brannon surToy Story 2, ainsi que sur Monstres et Cie avec David Silverman.
Mais c'est avec Le Monde de Nemo, où il est le co-réalisateur, qu'il obtient une reconnaissance internationale.
Toy Story 3, dont il a imaginé l'histoire avec John Lasseter et Andrew Stanton, est le film qu‘il réalise seul. Il remporte l'Oscar du meilleur film d'animation en 2011, ainsi qu'une nomination à l'Oscar du meilleur scénario original avec le scénariste du film Michael Arndt, John Lasseter et Andrew Stanton.
Lee Unkrich déclarera lors de la cérémonie : « Pixar est le plus bel endroit sur Terre pour faire des films ». En 2018, Lee Unkrich obtient son second Oscar avec Coco, co-réalisé avec Adrian Molina.
Le 18 janvier 2019, il annonce sur Twitter son départ de Pixar après 25 ans au sein de la société.
Son retour au sein du studio est annoncé en 2025 pour la réalisation de Coco 2, à nouveau aux côtés d’Adrian Molina. La sortie de la suite du succès de 2017 est ainsi prévue pour 2029.

## Filmographie

### Acteur
- 2000-2003 : Rolie Polie Olie (série télévisée) : Red Rock 'Em Sock 'Em Robot et M. Rocky (voix)

### Réalisateur
- 1999 : Toy Story 2 co-réalisateur avec Ash Brannon et John Lasseter
- 2001 : Monstres et Cie (Monstres, Inc.) coréalisateur avec Pete Docter et David Silverman
- 2003 : Le Monde de Nemo (Finding Nemo) co-réalisateur avec Andrew Stanton
- 2010 : Toy Story 3
- 2017 : Coco avec Adrian Molina
- 2029 : Coco 2

### Monteur
- 1992 : Le Rebelle (Renegade) (TV)
- 1994 : Betrayed by Love (TV)
- 1995 : Toy Story avec Robert Gordon
- 1998 : 1 001 Pattes (A Bug's life) (comme superviseur du montage)
- 2001 : Monstres et Cie (Monstres, Inc.) montage additionnel
- 2003 : Le Monde de Nemo (Finding Nemo) (comme superviseur du montage)
- 2006 : Cars montage additionnel
- 2017 : Coco avec Steve Bloom
- 2019 : Toy Story 4 montage additionnel
- 2020 : En avant montage additionnel

## Sources